# جياني دي جريجوريو
جياني دي جريجوريو (بالإيطالية: Gianni Di Gregorio)‏ هو كاتب سيناريو وممثل إيطالي، ولد في 19 فبراير 1949 بروما في إيطاليا.

## وصلات خارجية
- جياني دي جريجوريو على موقع IMDb (الإنجليزية)
- جياني دي جريجوريو على موقع ألو سيني (الفرنسية)
- جياني دي جريجوريو على موقع أول موفي (الإنجليزية)
- جياني دي جريجوريو على موقع قاعدة بيانات الأفلام السويدية (السويدية)
- جياني دي جريجوريو على موقع قاعدة بيانات الفيلم (الإنجليزية)
- جياني دي جريجوريو على موقع كينوبويسك (الروسية)